# Cristuru Secuiesc
Cristuru Secuiesc (węg. Székelykeresztúr) – miasto w Rumunii, w okręgu Harghita, w Siedmiogrodzie. Liczy 11 tys. mieszkańców (2006), 95% to Węgrzy.

## Miasta partnerskie
- Ajka
- Csurgó
- Karcag